# شوجو يوشيزاوا
شوجو يوشيزاوا (باليابانية: 吉澤 正悟) (مواليد 26 يوليو 1986)، هو لاعب كرة قدم كان يلعب كلاعب وسط.

## وصلات خارجية
- شوجو يوشيزاوا على موقع قاعدة بيانات كرة القدم.إي يو (الإنجليزية)
- شوجو يوشيزاوا على موقع عالم كرة القدم.نت (الإنجليزية)